# ALSA Rail

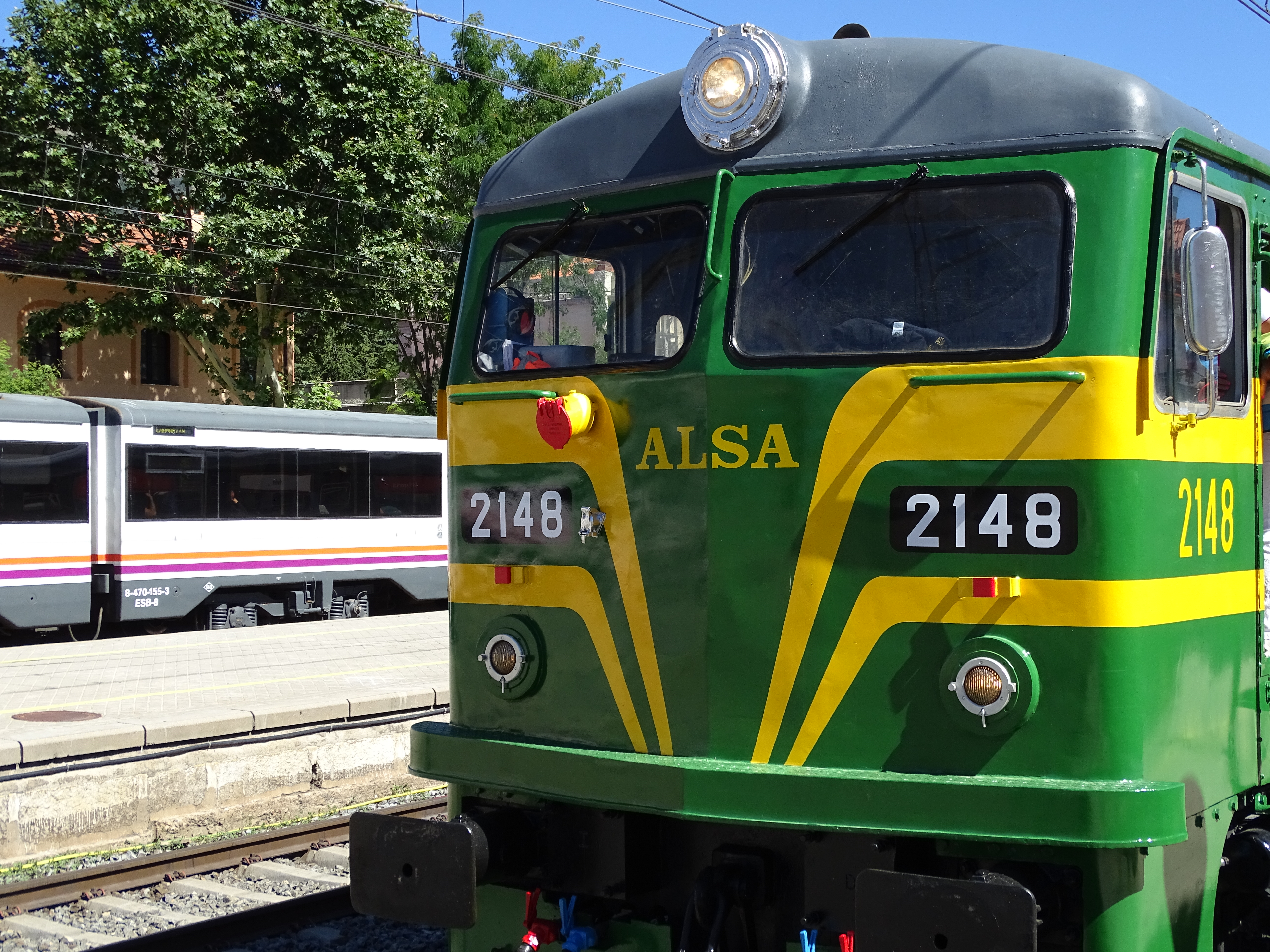
Locomotora 2148 de la Serie 321 de Renfe operada por ALSA Rail en el Tren de Felipe II.

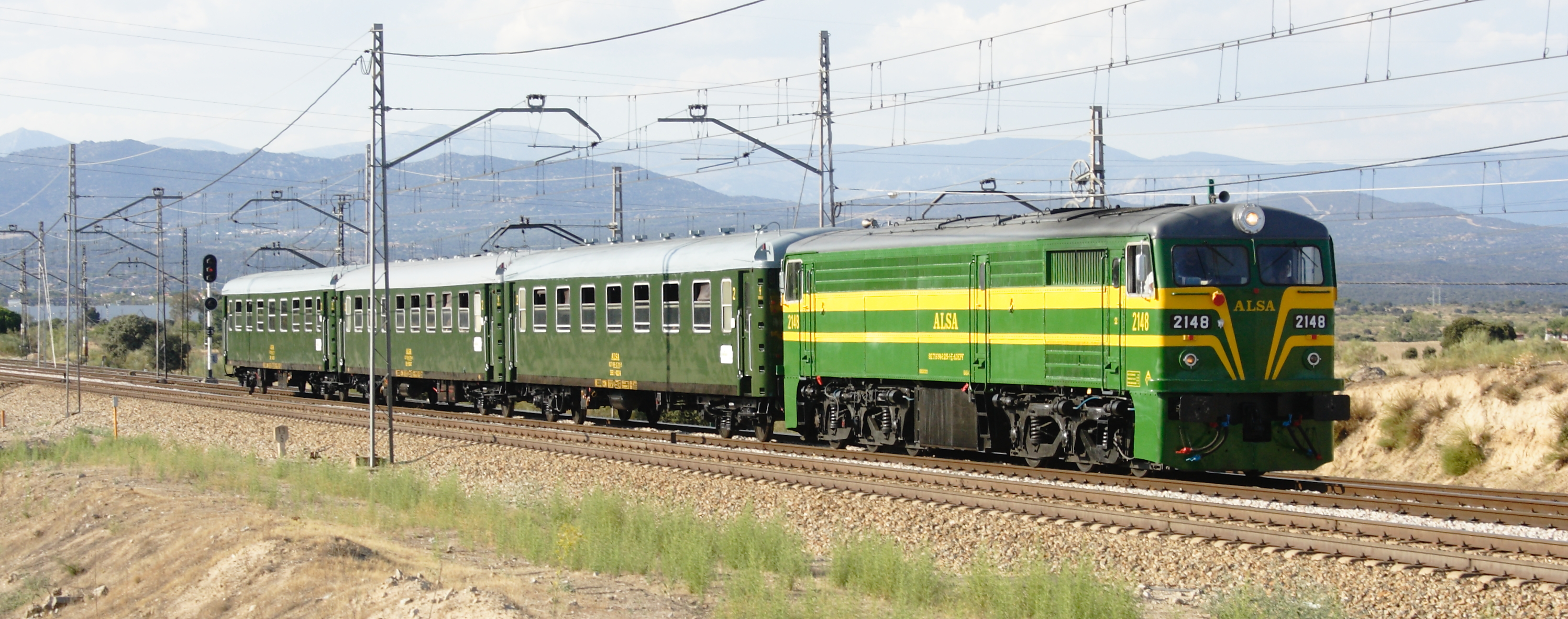
Tren de Felipe II.

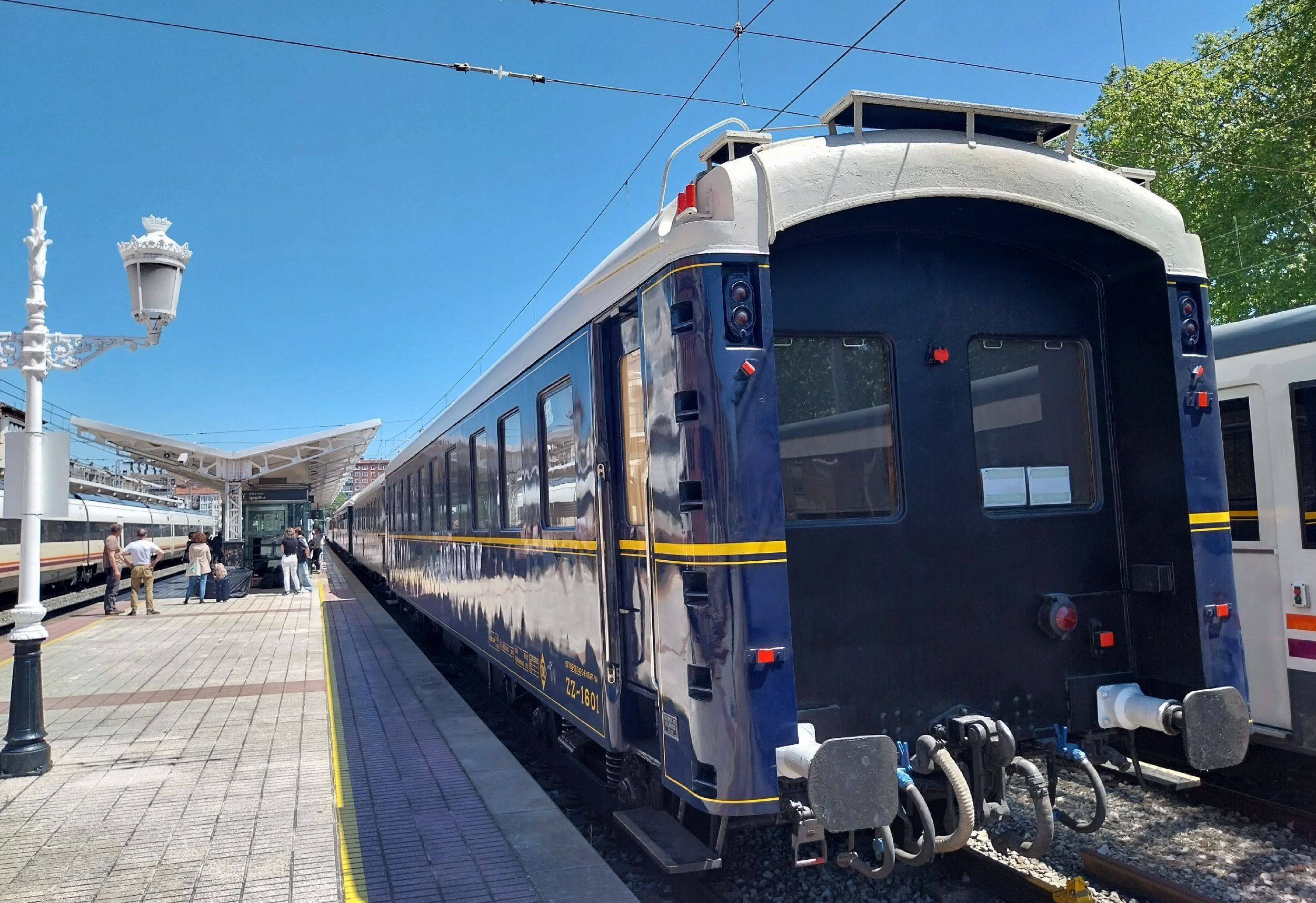
El Tren Azul de la AZAFT estacionado en Vitoria (mayo 2025)

ALSA Rail, cuyo nombre legal es ALSA Ferrocarril S.A.U., es una filial de ALSA Grupo S.L.U. dedicada al transporte ferroviario.
Posee licencia y certificado de seguridad de la Agencia Estatal de Seguridad Ferroviaria para operar trenes de viajeros y mercancías por la Red Ferroviaria de Interés General (RFIG), y como centro de formación ferroviario (CFF-ALSA).

## Pasajeros
- Participa en la gestión de la línea 1 del Metro Ligero de Madrid, que está integrado en la red de Metro de Madrid, y operaba (actualmente está fuera de servicio) el Tranvía de Vélez-Málaga a través de Travelsa, que unía las localidades de Torre del Mar y Vélez-Málaga.
- También gestiona el Funicular de Bulnes, un sistema de transporte que soluciona el acceso al Parque nacional de Picos de Europa (Asturias).

### Trenes turísticos
Alsa Rail también opera trenes turísticos organizados por asociaciones de amigos del ferrocarril.
- Expreso de Canfranc, entre Jaca y Canfranc.[3]
- Tren de Felipe II, desde la estación madrileña de Príncipe Pío hasta la estación de El Escorial.[4]
- Tren de los Reyes Magos, de la Asociación de Amigos del Ferrocarril de Madrid, con un automotor serie 440.
- El Tren de los 80 de la Asociación de Amigos del Ferrocarril de Madrid.
- El tren azul de la Asociación Zaragozana de Amigos del Ferrocarril y Tranvías (AZAFT).
- El tren "Puerta de Andalucía" entre Madrid-Chamartín y Linares-Baeza, el tren "Mezquita de Córdoba" o el "Expreso Cariñena".
- El tren histórico "Las Edades del Hombre", junto a la Diputación de Palencia y AVENFER, entre Venta de Baños, Palencia y Aguilar de Campoo.
- El Tren "Mágicas Navidades Torrejón", entre Madrid y Torrejón de Ardoz con motivo de la Navidad, transportando a unos 10 000 viajeros.
- En 2019 operó temporalmente el servicio turístico Tren dels Llacs, entre Lérida y Puebla de Segur.
- En 2019 y 2020 ha comenzado a operar trenes turísticos organizados por la agencia inglesa de viajes ferroviarios PTG Tours, recorriendo líneas clásicas por Teruel, Cuenca, Extremadura y Puertollano.
- En diciembre de 2023 realizó los días 2 y 3 dos viajes diarios de ida y vuelta en conmemoración de los 175 años de la inauguración de la línea Barcelona - Mataró, organizada por la Asociación Zaragozana de Amigos del Ferrocarril y Tranvías, donde se cubrió la ruta Barcelona-Estación de Francia hasta Mataró.

## Mercancías
En enero de 2024 realizó su primer servicio comercial de mercancías.

## Material rodante
- Locomotoras en propiedad:
  - Una locomotora de la Serie 316 de Renfe (1603).[6]
  - Cinco locomotoras de la Serie 269 de Renfe (401, que ha recuperado su numeración original: 269-324-0, "Elena");[7] 407; 411, "Leonides"; 413, "Patricia"; y 415, "Marta").[6]
- Locomotoras en arrendamiento:
  - Tres locomotoras de la Serie 321 de Renfe (2142, 2148 y 2150), propiedad de Auxiliar de Patrimonio Ferroviario S.L.[6]
  - Dos locomotoras de la Serie 269 de Renfe (054 y 093), propiedad de Ferrovías Astur S.A.
  - Dos locomotoras de la Serie 333 de Renfe (401 y 402), propiedad de Renfe Alquiler.
  - Cuatro locomotoras Stadler Euro 6000, propiedad de Alpha Trains